# Frolois
Frolois – miejscowość i gmina we Francji, w regionie Grand Est, w departamencie Meurthe i Mozela.
Według danych na rok 1990 gminę zamieszkiwały 464 osoby, a gęstość zaludnienia wynosiła 49 osób/km² (wśród 2335 gmin Lotaryngii Frolois plasuje się na 617. miejscu pod względem liczby ludności, natomiast pod względem powierzchni na miejscu 633.).